# Lista legionów rzymskich
- Według Tacyta (Roczniki IV, 5) w roku 23 n.e. Imperium Romanum dysponowało 25 legionami: ośmioma nad Renem, trzema w Hiszpanii, dwoma w Afryce, dwoma w Egipcie, czterema w Syrii, po dwa rozmieszczone były w Mezji, Panonii i Dalmacji.

- Wiele legionów miało identyczną numerację, np. w czasach Aleksandra Sewera cztery legiony oznaczono cyfrą I, pięć legionów nosiło cyfrę II itd.

## Wczesne cesarstwo

Rozmieszczenie legionów w roku 125.

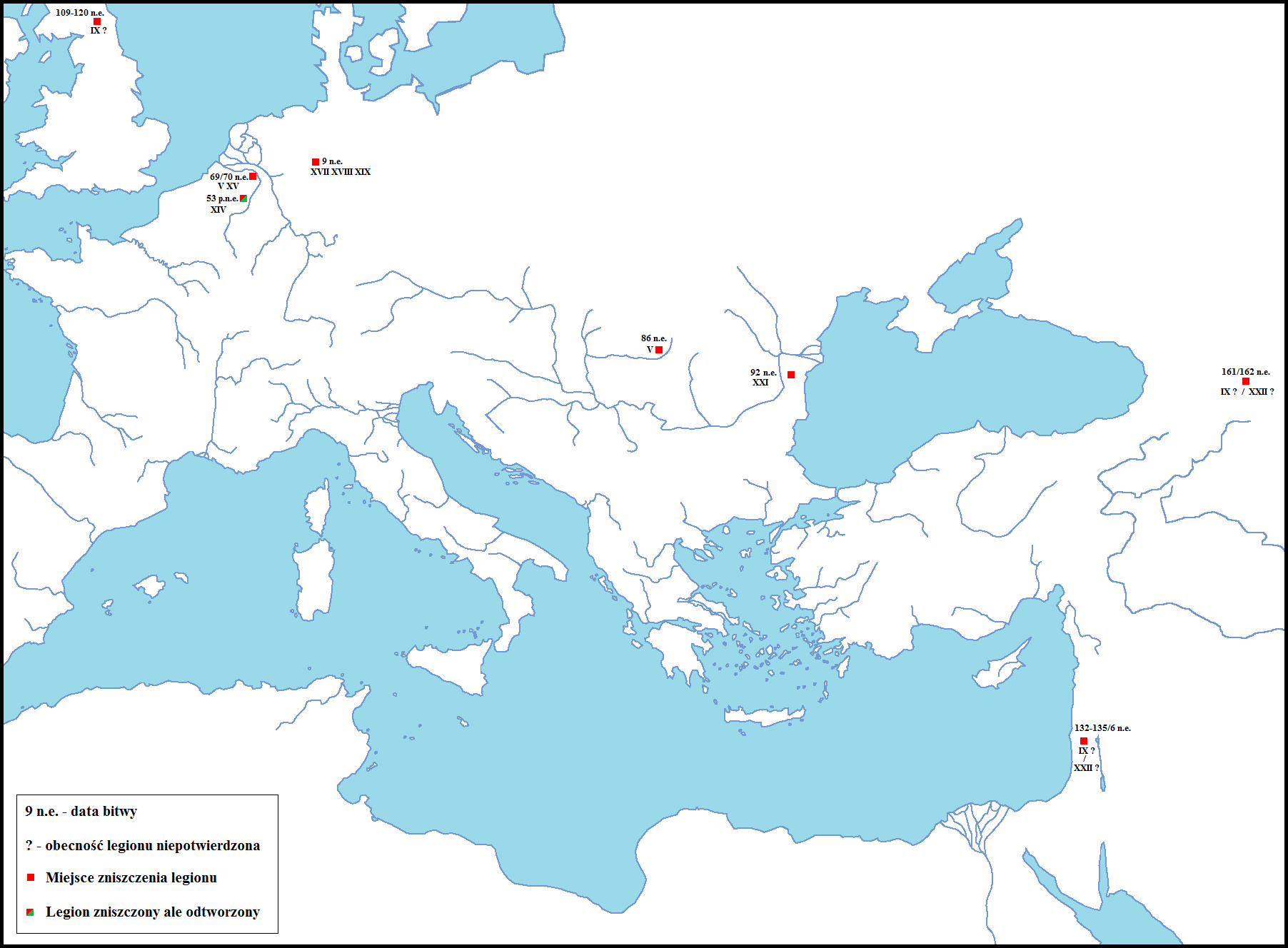
Legiony zniszczone w trakcie wojen:
53 p.n.e.- galijska masakra w Atuatuca (legion odbudowany);
9 n.e. - bitwa z Germanami w Lesie Teutoburskim;
69/70 n.e. - oblężenie przez Batawów w Castra Vetera (legion V częściowo zniszczony);
86 n.e. - I bitwa pod Tapae z Dakami;
92 n.e. - bitwa z Roksolanami nad Dolnym Dunajem;
109-120 n.e. - przypuszczalna wyprawa na Piktów;
132-135/6 n.e. - powstanie Bar Kochby;
161/162 n.e. - kampania armeńska przeciwko Partom

- Legio I Adiutrix – sformowany w 68 r. przez Nerona lub Galbę
- Legio I Germanica – sformowany w 48 p.n.e. przez Juliusza Cezara
- Legio I Italica – w 66 r. przez Nerona
- Legio I Macriana Liberatrix – sformowany w 68 przez Lucjusza Klodiusza Macera w Afryce
- Legio I Minervia – sformowany w 82 przez Domicjana
- Legio I Parthica – sformowany w 197 przez Septymiusza Sewera
- Legio II Adiutrix – w 70 przez Wespazjana
- Legio II Augusta
- Legio II Italica
- Legio II Parthica
- Legio II Traiana Fortis
- Legio III Augusta
- Legio III Cyrenaica
- Legio III Gallica
- Legio III Italica
- Legio III Parthica
- Legio IV Macedonica
- Legio IV Flavia Felix
- Legio IV Scythica
- Legio V Alaudae
- Legio V Macedonica
- Legio VI Ferrata
- Legio VI Victrix
- Legio VII Claudia Pia Fidelis
- Legio VII Gemina
- Legio VIII Augusta
- Legio IX Hispana – zagadkowy, brak o nim wiadomości po roku 108/109 n.e. Prawdopodobnie w okresie pomiędzy 109 i 165 r. n.e. został całkowicie rozbity (wg różnych teorii przez: a) Piktów w Kaledonii; b) Żydów w Palestynie podczas Powstania Bar-Kochby; c) przez Partów w Armenii); nie występuje w spisach jednostek za panowania Septymiusza Sewera (193-211).
- Legio X Fretensis
- Legio X Gemina
- Legio XI Claudia
- Legio XII Fulminata
- Legio XIII Gemina
- Legio XIV Gemina – utworzony w 58 r. p.n.e. przez Juliusza Cezara w Galii Przedalpejskiej, w 54 r. p.n.e. całkowicie unicestwiony przez plemię Eburonów, odtworzony i uczestniczący w 60 r. n.e. w bitwie z Brytami królowej Budyki.
- Legio XV Apollinaris
- Legio XV Primigenia
- Legio XVI Gallica
- Legio XVI Flavia Firma
- Legio XVII
- Legio XVIII
- Legio XIX
- Legio XX Valeria Victrix
- Legio XXI Rapax
- Legio XXII Deiotariana
- Legio XXII Primigenia
- Legio XXX Ulpia Victrix

(Legiony XVII, XVIII i XIX zostały doszczętnie zniszczone w roku 9 n.e. w bitwie w Lesie Teutoburskim; jako naznaczone fatum, nie zostały już odtworzone.)

## Późne cesarstwo
- Legio I Iulia Alpina
- Legio I Armeniaca
- Legio I Flavia Constantia
- Legio I Flavia Gallicana
- Legio I Flavia Martis
- Legio I Flavia Pacis
- Legio I Illyricorum
- Legio I Iovia
- Legio I Isaura Sagitaria
- Legio I Martia
- Legio I Maximiana
- Legio I Noricorum
- Legio I Pontica
- Legio II Iulia Alpina
- Legio II Armeniaca
- Legio II Brittannica
- Legio II Flavia Constantia
- Legio II Flavia Virtutis
- Legio II Herculia
- Legio II Isaura
- Legio III Iulia Alpina
- Legio III Diocletiana
- Legio III Flavia Salutis
- Legio III Herculia
- Legio III Isaura
- Legio IV Italica
- Legio IV Martia
- Legio IV Parthica
- Legio V Iovia
- Legio V Parthica
- Legio VI Gallicana
- Legio VI Herculia
- Legio VI Hispana
- Legio VI Parthica
- Legio XII Victrix